# NGC 2438
NGC 2438は、とも座の方角に約3000光年離れた位置にある惑星状星雲である。1786年3月19日にウィリアム・ハーシェルが発見した。NGC 2438はM46の近くにあるように見えるが、視線速度が異なるため、物理的に関連はないと考えられている。
長時間露光の写真によって、この惑星状星雲は拡張したハロを持っていることが示されたが、より容易に見える部分は、恐らく中心の赤色矮星の死に由来している。

## 中央の恒星
この惑星状星雲の中央の恒星は、17.7等級の白色矮星であり、表面温度は約7万5000ケルビンである。既知の白色矮星で最も熱いものの1つである。